# 2022年世界水泳選手権セントルシア選手団
2022年世界水泳選手権セントルシア選手団は、2022年6月18日から7月3日までハンガリーのブダペストで開催された第19回世界水泳選手権のセントルシア選手団、およびその競技結果。

## 選手団
- 人員: 選手 2人

## 選手名簿・結果
| 選手                         | 種目              | 予選      | 予選 | 準決勝   | 準決勝   | 決勝     | 決勝     |
| 選手                         | 種目              | 結果      | 順位 | 結果     | 順位     | 結果     | 順位     |
| ---------------------------- | ----------------- | --------- | ---- | -------- | -------- | -------- | -------- |
| ジャイハン・オドラム＝スミス | 男子100m自由形    | 51秒87    | 61位 | 予選敗退 | 予選敗退 | 予選敗退 | 予選敗退 |
| ジャイハン・オドラム＝スミス | 男子50mバタフライ | 24秒81    | 49位 | 予選敗退 | 予選敗退 | 予選敗退 | 予選敗退 |
| ミカイリ・シャルルマーニュ   | 女子50m自由形     | 27秒16    | 45位 | 予選敗退 | 予選敗退 | 予選敗退 | 予選敗退 |
| ミカイリ・シャルルマーニュ   | 女子50mバタフライ | 29秒00 PB | 44位 | 予選敗退 | 予選敗退 | 予選敗退 | 予選敗退 |